# Guld og grønne skove
Guld og grønne skove es una película de comedia romántica danesa de 1958 dirigida por Gabriel Axel . Fue elegida como la presentación oficial de Dinamarca para la 31.ª edición de los Premios Óscar a la Mejor Película en Lengua Extranjera, pero no logró recibir una nominación. También se inscribió en la 8.ª edición del Festival Internacional de Cine de Berlín .
Guld og grønne skove fue solo el tercer largometraje de Gabriel Axel como director, y desde que salió en 1958, pasaron exactamente 30 años antes de que en 1988 ganara su Premio de la Academia por El festín de Babette.

## Sinopsis
Las dos islas pequeñas, Hvenø y Birkø, han estado en conflicto durante una década y, por lo tanto, crea grandes problemas cuando tres jóvenes de una isla se enamoran de tres hermosas chicas jóvenes de la isla vecina. Nada podría ser más improbable que un matrimonio entre las islas, ¡y mucho menos tres! Pero un día se encuentra petróleo en la primera isla, lo que provoca una verdadera invasión de la compañía petrolera estadounidense, American Super Oil Company. Y luego toda la pequeña comunidad dormida se vuelve completamente patas arriba. . .

## Reparto
- Axel Bang como Sognerådsformand Kristian Kristiansen
- Henny Lindorff Buckhoj como Martha
- Verner Tholsgaard como Theo
- Ole Larsen como Posdoctor Lars Peter
- Else-Marie como Thyra
- Mogens Viggo Petersen como Olé
- Valsø Holm como Købmand Anton
- Cayo Kristiansen como Hans
- Anna Henriques-Nielsen como Jensine
- Vilhelm Henriques como Organista Mattis
- Einar Reim como Pastor Breining
- Keld Markuslund como Skolelærer
- Karl Stegger como Sognefoged Soren
- Hanne Winther-Jørgensen como Rigmor
- Judy Gringer como Ana